# Onagawa (Miyagi)
Onagawa (女川町 Onagawa-chō?) es un pueblo localizado en la prefectura de Miyagi, Japón. En octubre de 2018 tenía una población de 5.908 habitantes y una densidad de población de 90,4 personas por km². Su área total es de 65,35 km².

## Geografía

### Municipios circundantes
- Prefectura de Miyagi
  - Ishinomaki

## Demografía
Según datos del censo japonés, la población de Onagawa ha disminuido en los últimos años.
| Año del censo | Población |
| ------------- | --------- |
| 1995          | 13.044    |
| 2000          | 11.814    |
| 2005          | 10.723    |
| 2010          | 10.051    |
| 2015          | 6.334     |